# PowerPC
PowerPC er en RISC-mikroprocessorarkitektur skabt i 1991 af Apple-IBM-Motorola–alliancen, kendt som AIM. PowerPCarkitekturens oprindelige formål var anvendelse i pc'er, PowerPC-CPUer er også blevet populære i indlejrede systemer og højydelsesprocessorer. PowerPC var oprindeligt hjørnestene i AIMs PReP- og Common Hardware Reference Platform (CHRP)–initiativer i 1990'erne, men arkitekturen blev mest succesfuld i pc-markedet med Apples Power Macintosh–linje i perioden 1994-2005. PowerPc arkitekturen er baseret på 32-bit/64-bit CPU.
PowerPC er for en stor del baseret på IBMs tidligere POWERarkitektur og har en stor kompatibilitetsgrad med den.
PowerPC 405–arkitekturen blev frigivet af IBM december 2005 til bl.a. universiteter.
I 1980'erne var Intels CPUer Little-endian og Motorolas CPUer Big-endian, hvilket betød omprogrammering af systemsoftwaren var nødvendig hvis de to arkitekturer skulle kommunikere sammen. Endian problematikken bestod (groft forenklet) i at rækkefølgen af talstørrelserne skulle læses bagfra og bytes opdeles og vendes . Siden 1970'erne har der været religionskrige blandt programmører om arkitekturerne .
Motorola-chippen blev brugt i Apples Macintosh computere og Intel-chippen blev benyttet i IBMs pc'er. PowerPCen kunne håndtere både Little-endian og Big-endian og blev derfor kaldt Bi-endian. Apple har siden 2006 benyttet Intel processorer.
Apple har i 2011 droppet understøttelse af PowerPC . Specifikationerne af PowerPC styres af Power.org, blandt andre er IBM medlem af Power.org